# Nesoecia nigrispina
Nesoecia nigrispina är en insektsart som först beskrevs av Carl Stål 1873.  Nesoecia nigrispina ingår i släktet Nesoecia och familjen vårtbitare. Inga underarter finns listade i Catalogue of Life.